# Дубова Корчма (зупинний пункт)
Дубо́ва Корчма́ — пасажирський залізничний зупинний пункт Рівненської дирекції Львівської залізниці.
Розташований у селі Дубова Корчма, Горохівський район, Волинської області на лінії Підзамче — Ківерці між станціями Несвіч-Волинський (8 км) та Сенкевичівка (8 км).
Станом на березень 2019 року щодня дві пари електропоїздів прямують за напрямком Сапіжанка/Стоянів — Ківерці.